# Rhiannon

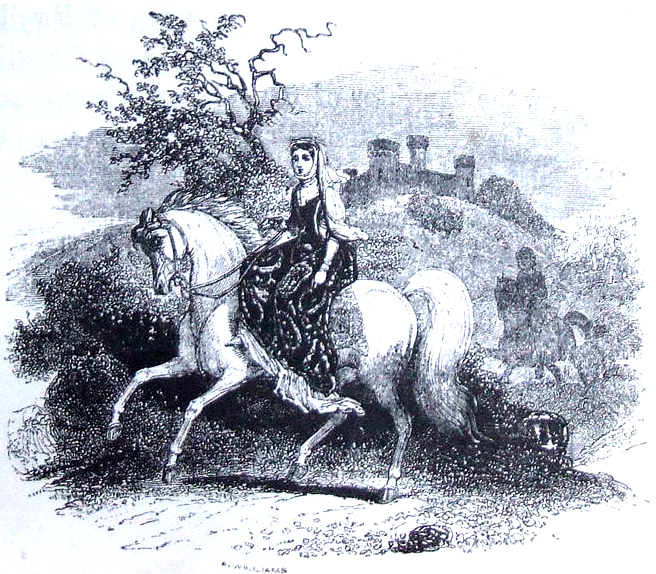
Rhiannon a cavallo ad Arberth. Dal The Mabinogion, tradotto da Lady Charlotte Guest, 1877.

Nella mitologia gallese Rhiannon è la figlia di Hefeydd Hen, moglie di Pwyll e dopo la sua morte di Manawydan. La sua figura è una reminiscenza della dea celtica dei cavalli Epona.
Il cavallo era uno degli animali totem dei Celti, fedele guida per raggiungere l'Aldilà. Rhiannon è anche considerata la Dea della Terra Sacra, nonché messaggera tra il mondo terreno e il mondo ultraterreno.

## Mabinogion
Nel Primo Ramo del Mabinogion Rhiannon appare a Pwyll come una bella donna vestita con un broccato di seta d'oro e a cavallo di uno splendido cavallo bianco. Pwyll manda i suoi migliori cavalleggeri al suo inseguimento, ma non riescono a raggiungerla perché il suo cavallo è un'illusione creata da lei a vantaggio suo e di Pwyll. Dopo tre giorni Pwyll la raggiunge e le chiede di fermarsi. Rhiannon risponde che preferirebbe sposare lui piuttosto che Gwawl, a cui è stata promessa. Rhiannon fugge con Pwyll. Dopo un anno Pwyll vince Gwawl con l'aiuto di Rhiannon: con un inganno Gwawl entra nel sacco magico che Rhiannon ha dato a Pwyll e per uscirne accetta di scambiare Rhiannon con la libertà.
Pwyll e Rhiannon si sposano. Dopo tre anni nasce un bambino che scompare la notte della sua nascita. Temendo di essere messe a morte e per non essere incolpate, le sei dame di compagnia cui era affidato il bambino spargono il sangue di un cucciolo su Rhiannon mentre dorme e pongono le sue ossa attorno al suo letto. Rhiannon si sveglia e le dame di compagnia affermano che il bambino è stato divorato da lei. I consiglieri di Pwyll puniscono Rhiannon relegandola nella corte di Arberth per sette anni, seduta vicino al palo dei cavalli fuori dall'entrata a raccontare la sua storia ad ogni passante. Inoltre deve portare sulle spalle ogni invitato compiacente a corte.
Il bambino appare davanti alle stalle di Teyrnon, che ha tagliato la zampa ad una misteriosa creatura che veniva a prendere i puledri nati dalla sua cavalla ogni anno. Teyrnon e sua moglie adottano il bambino e lo chiamano Gwri Wallt Euryn (Gwri dai Capelli d'Oro). Il bambino cresce precocemente: dopo sette anni diventa adulto e riceve il puledro nato la notte del suo ritrovamento. Teyrnon capisce di chi è figlio e lo riporta a Pwyll e Rhiannon che lo chiamano Pryderi ("Preoccupazione").
Nel Terzo Ramo del Mabinogion Pryderi sposa Cigfa e diventa re del Dyfed dopo la morte del padre Pwyll. Allora invita Manawydan a sposare sua madre Rhiannon e a vivere con lui. Dopo poco il Dyfed diventa una terra sterile e tutti i suoi abitanti scompaiono. Solo Pryderi, Cigfa, Rhiannon e Manawydan rimangono vivi. Mentre sono a caccia, Manawydan e Pryderi avvistano un cinghiale bianco e lo inseguono. Pryderi entra dentro un castello misterioso e non fa ritorno. Rhiannon va a cercarlo e lo trova immobilizzato con la mano su una coppa d'oro. Rhiannon tocca la coppa d'oro e rimane incantata. Manawydan e Cigfa non sanno come aiutarli. Il raccolto viene rovinato da un'invasione di topi e Manawydan ne cattura uno. Lo condanna all'impiccagione, ma Llwyd rivela che è sua moglie. Per salvarla, fa riapparire Pryderi e Rhiannon e toglie la maledizione che aveva lanciato per vendicare il suo amico Gwawl.

## Etimologia
Il nome Rhiannon sembra derivare dalla radice proto-celtica *rigani, "regina" combinato al suffisso accrescitivo -on.  Quindi significherebbe "Grande Regina". Alcuni studiosi ricostruiscono la forma romano-britannica come *Rigantona e la identificano con una dea collegata alla sovranità e alla terra.